# 1,2-Dichloroetan
1,2-Dichloroetan, dichlorek etylenu – organiczny związek chemiczny, chloropochodna etanu, bezbarwna ciecz o temperaturze wrzenia 83,4 °C, bardzo słabo rozpuszczalna w wodzie, miesza się z rozpuszczalnikami organicznymi. Otrzymywany z etylenu i chloru (po raz pierwszy uzyskany 1795 roku w Holandii, stąd zwany dawniej olejem chemików holenderskich). Stosowany jako rozpuszczalnik m.in. żywic, asfaltu, kauczuku, do ekstrakcji tłuszczów oraz olejów. Półprodukt w syntezie chlorku winylu.